# Вознесенский собор (Елец)
Собо́р Вознесе́ния Госпо́дня (Вознесе́нский собо́р) — главный православный храм города Ельца, кафедральный собор Елецкой епархии Русской православной церкви.

## История
На месте существующего собора ранее находился построенный в 1745 году соборный храм с приделами во имя Святого Николая Чудотворца и Святого Дмитрия Ростовского. Уже к концу XVIII века этот собор не мог вмещать всех желающих и явно не соответствовал потребностям растущего города. Мысль о постройке нового храма родилась у ельчан в 1800 году: ктитор Фёдор Сафрониевич Попов по настоянию прихожан поднял вопрос о необходимости строительства «обширного по размерам и красивого по архитектуре нового Соборного храма». Начался сбор пожертвований. Был составлен первый «архитекторский план и фасад на построение нового Собора» (1815). Первый проект собора был разработан в 1824 году. При Иване Герасимовиче Петрове (1798—1862) — купце, избранном в 1841 году ктитором, проект храма в «византийском и частию итальянском стиле» выполнил харьковский губернский архитектор Фёдор Иванович Данилов (1810—1885), однако работу Данилова не одобрил Святейший Синод. Следующий проект, архитектора Орловской казённой палаты Брычкова, отклонили уже «прихожане и граждане». В мае 1842 года Иван Петров отправился в Москву и обратился к Константину Андреевичу Тону с просьбой «составить на Собор проект и смету». Вскоре последовало согласование проекта и сметы со Святейшим Синодом, Строительным комитетом, Губернской строительной комиссией и Елецкой городской думой и 22 августа 1845 года состоялась закладка храма. Для надзора за ходом строительства был приглашён известный архитектор академик Иван Осипович Вальпреди. Строительство заняло 44 года. После смерти Ивана Герасимовича Петрова, поддержку строительства продолжил его племянник Александр Петрович (1811–1870), а затем его сын Александр Александрович (1834–1894).  В конце строительства к контролю подключился Александр Степанович Каминский; он также спроектировал иконостас собора.
Колокольня, запроектированная на 10 аршин (7 метров) выше креста главного купола, осталась недостроенной. Не выполнены ажурные крыльца над северным и южным входами, не полностью была закончена роспись стен, которую осуществляли Алексей Корзухин и Клавдий Лебедев.
22 августа 1889 года освящение собора совершил епископ Орловский и Севский Мисаил.
Вознесенский собор был закрыт в 1934 году. Иконы жгли прямо в храме, а золото с золоченых окладов и деталей иконостаса смывали в устроенной тут же гальванической мастерской — «каждая капля драгоценного металла должна быть учтена!». Затем в разграбленном соборе было устроено зернохранилище, и грузовики въезжали прямо в храм. Вновь собор был открыт в 1947 году. В 1954—1958 годах его настоятелем был иеромонах Сергий (Петров), в 1958—1981 — архимандрит Исаакий (Виноградов).

## Описание
- Здание подавляет колоссальностью своих размеров, высота собора вместе с крестом составляет 74 метра, длина 84 метра, ширина 34 метра. Размещается на Красной площади — центральной части г. Ельца.
- Архитектурно-пространственная композиция здания складывается из огромного кубовидного четверика, увенчанного пятью главами, имеющими луковидную форму и покоящимися на восьмигранных световых барабанах, трапезной и недостроенной колокольни. Алтарная часть собора имеет три полукруглые апсиды. Храм четырёхстолпный, одноэтажный. Огромный подклетный этаж и фундаменты выполнены из известняковых блоков, стены здания и купола кирпичные. В наружном оформлении здания архитектор применил стилизованные формы русского и византийского зодчества, принятые для небольших древнерусских храмов. В их числе аркатурный пояс, колонны-дудочки, килевидные кокошники, наличники в виде «ромашек». В то же время узкие высокие окна являются элементами классицизма.
- На сегодняшний день собор имеет три зала — летний, зимний и нижний. Летний с тремя приделами: главный — в честь Вознесения Господня, правый — в честь Казанской иконы Божией Матери, левый — в честь благоверного князя Александра Невского. Зимний с двумя приделами: правый — в честь святителя и чудотворца Николая Мир Ликийского, левый — в честь святителя Димитрия митрополита Ростовского. Нижний с тремя приделами — центральный — в честь Елецкой иконы Божией Матери, правый — в честь святителя Тихона, епископа Задонского, левый — в честь святителя Митрофана епископа Воронежского.
- Внутренность Вознесенского собора украшает трёхъярусный иконостас из золоченого резного дерева, изготовленный по проекту московского архитектора Александра Каминского — помощника Тона по проектированию интерьеров. В целом собор является огромной художественной экспозицией; только в храмовой части насчитывается более 220 стенных росписей, живописных полотен, иконописных работ, большинство из которых принадлежит кисти выдающихся русских художников — передвижников Клавдия Лебедева и Алексея Корзухина.
- Убранство трапезной насчитывает 150 художественных произведений. Несомненно, разные по своим художественным достоинствам, по манере исполнения, стенные росписи и иконы собора являются уникальным историческим и художественным достоянием Ельца.
- Ценность — Вознесенский собор в Ельце является ярчайшим представителем официального русско-византийского стиля в архитектуре. По своему объемно-планировочному решению собор восходит к традициям, сложившимся на Руси к XVII веку. Такого рода обращения к истории существовали и прежде.
- Значимость — Вознесенский собор ценен как образец высокой строительной культуры России середины XIX века и как важнейший элемент градостроительной структуры Ельца.
- Собор, стоящий на высоком крутом берегу реки Быстрой Сосны, открывается при подъезде к Ельцу с очень больших расстояний и особенно внушительно смотрится из-за реки, со стороны Засосенской части города.

## Виды Вознесенского собора

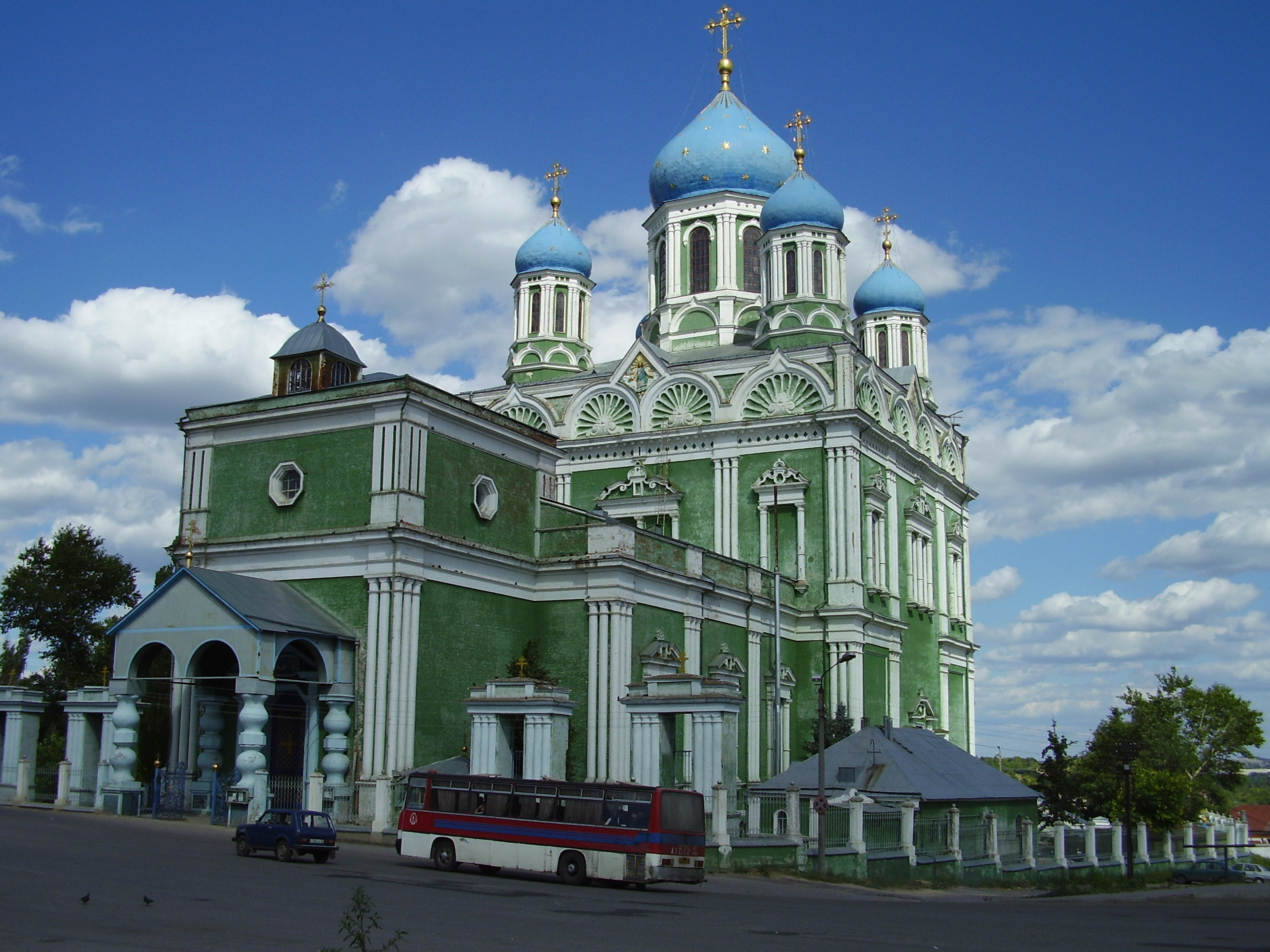
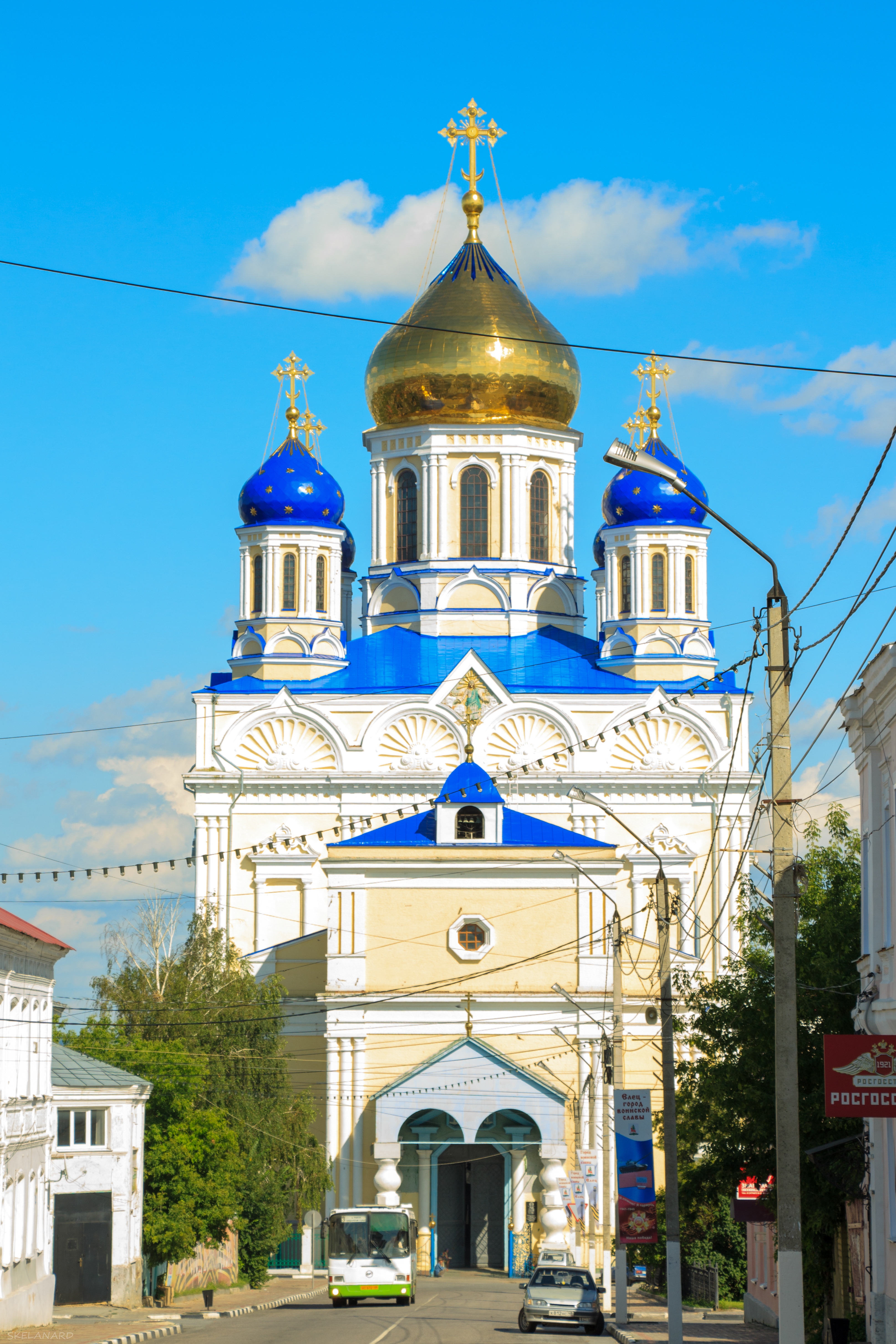